# Who (álbum)
Who —estilizado como WHO en la portada— es el decimosegundo álbum de estudio del grupo musical británico The Who, publicado el 6 de diciembre de 2019 por la compañía discográfica Polydor Records.

## Trasfondo
En enero de 2019, The Who confirmaron que estaban trabajando en su primer álbum con material nuevo en trece años, desde el lanzamiento de Endless Wire en 2006, y que iba a contener "baladas oscuras, rock pesado, electrónica experimental, temas con samples y canciones que comienzan con una guitarra que empieza yanga-dang", en palabras del guitarrista Pete Townshend.

## Diseño de portada
La portada de Who fue diseñada por el artista Peter Blake, que trabajó anteriormente con el grupo en el diseño del álbum Face Dances y en la portada de The Beatles Sgt. Pepper's Lonely Hearts Club Band. La portada se divide en 25 cuadrados, veintidós de ellos mostrando símbolos e influencias relacionadas con el grupo alrededor de tres cuadrados que forman la palabra "WHO" en el centro de la portada. Los veintidós cuadrados incluyen la bandera del Reino Unido, un Imperial Bus, un medallón de la Real Fuerza Aérea británica, alubias (una reminiscencia de la portada del álbum de 1967 The Who Sell Out), una máquina pinball (reminiscente de la canción "Pinball Wizard"), el póster de la banda sonora de The Kids Are Alright mostrando a Pete Townshend segundos antes de estrellar una Gibson Les Paul, una scooter, la portada del álbum Face Dances en edición casete, y figuras musicales y culturales como el guitarrista Chuck Berry y el boxeador Muhammad Ali. Uno de los cuadrados incluye la palabra "Detour", título del cuarto tema del disco y también referencia a The Detours, nombre de la banda en la que militaban  Roger Daltrey (voz), Pete Townshend (guitarra, teclados y voz), John Entwistle (bajo y voz), antes de que Keith Moon se incorporara definitivamente al grupo en 1962, momento en el que cambiaron el nombre a The Who.

## Lista de canciones
Todas las canciones compuestas por Pete Townshend excepto donde se anota.

| N.º | Título                     | Escritor(es)                   | Duración |  |
| 1.  | «All This Music Must Fade» |                                | 3:20     |  |
| 2.  | «Ball and Chain»           |                                | 4:29     |  |
| 3.  | «I Don't Wanna Get Wise»   |                                | 3:54     |  |
| 4.  | «Detour»                   |                                | 3:46     |  |
| 5.  | «Beads on One String»      | Pete Townshend, Josh Hunsacker | 3:40     |  |
| 6.  | «Hero Ground Zero»         |                                | 4:52     |  |
| 7.  | «Street Song»              |                                | 4:47     |  |
| 8.  | «I'll Be Back»             |                                | 5:01     |  |
| 9.  | «Break the News»           | Simon Townshend                | 4:30     |  |
| 10. | «Rockin' in Rage»          |                                | 4:04     |  |
| 11. | «She Rocked My World»      |                                | 3:22     |  |

## Personal
The Who
- Roger Daltrey: voz.
- Pete Townshend: voz (temas 8, 12 y 14), guitarras, coros, armónica, percusión, sintetizador, violín, cello y orquestación.

Otros músicos
- Pino Palladino: bajo (1-2, 4-8, 11-12).
- Zak Starkey: batería (1-2, 4, 7).
- Simon Townshend: percusión.
- Dave Sardy: melotrón y sintetizadores (5).
- Joey Waronker: batería (5, 8, 11-12).
- Benmont Tench: órgano y melotrón.
- Gus Seyffert: bajo (3, 9-10).
- Carla Azar: batería (3, 10).
- Matt Chamberlain: batería (6).
- Josh Tyrrell: palmas (4).
- Rowan McIntosh: palmas (4).
- Martin Batchelar: programación (6), orquestación (6, 8), arreglos de orquesta (8) y conductor (6, 8, 13).
- Rachel Fuller: orquestación (6).
- Bruce Dukov: líder de orquesta (6, 8, 13).
- Andrew Synowiec: guitarra acústica (9).
- Gordon Giltrap: guitarra acústica (11).
- Fergus Gerrand: percusión (11).

## Posición en listas
| País                                | Posición |
| ----------------------------------- | -------- |
| Alemania (Media Control Charts)     | 5        |
| Australia (ARIA)                    | 64       |
| Austria (Ö3 Austria)                | 14       |
| Bélgica (Ultratop flamenca)         | 41       |
| Bélgica (Ultratop valona)           | 27       |
| Canadá (Billboard Canadian Albums)  | 2        |
| Estados Unidos Billboard 200        | 2        |
| Escocia (Scottish Albums Chart)     | 2        |
| España (PROMUSICAE)                 | 23       |
| Países Bajos (Album Top 100)        | 38       |
| Finlandia (Suomen Virallinen Lista) | 19       |
| Francia (SNEP)                      | 43       |
| Irlanda (IRMA)                      | 28       |
| Italia (FIMI)                       | 35       |
| Japón (Oricon)                      | 31       |
| Reino Unido (UK Albums Chart)       | 3        |
| República Checa (ČNS IFPI)          | 81       |
| Suecia (Sverigetopplistan)          | 27       |
| Suiza (Schweizer Hitparade)         | 5        |